# Дудоровський
Дудоровський (рос. Дудоровский) — село в Ульяновському районі Калузької області Російської Федерації.
Населення становить 833 особи. Входить до складу муніципального утворення Село Дудоровський.

## Історія
Від 2004 року входить до складу муніципального утворення Село Дудоровський

## Населення
| 1913  | 1920  | 1926  | 1931  | 1939  | 1959  | 1970  |
| ----- | ----- | ----- | ----- | ----- | ----- | ----- |
| 745   | ↗748  | ↗1275 | ↗2385 | ↗2915 | ↘2651 | ↘1906 |
| 1979  | 1989  | 2002  | 2010  |       |       |       |
| ↘1519 | ↘1342 | ↘930  | ↘833  |       |       |       |